# Totoral del Sauce
Totoral del Sauce ist eine Ortschaft in Uruguay.

## Geographie
Sie befindet sich im zentralen Süden des Departamento Canelones in dessen Sektor 6. Größere Ansiedlungen in der Umgebung sind Sauce im Westen oder Pando im Süden. Durch den Ort fließt der Bach García, ein rechtsseitiger Nebenfluss des nördlich des Ortes verlaufenden Arroyo Totoral, der wiederum dort in den östlich des Ortes befindlichen Arroyo del Sauce mündet.

## Infrastruktur
Totoral del Sauce ist über die durch den Ort führende Ruta 7 an das Verkehrswegenetz angeschlossen. Mit der Escuela No. 76 befindet sich hier eine Schule.

## Einwohner
Die Einwohnerzahl von Totoral del Sauce beträgt 746. (Stand: 2011)
| Jahr | Einwohner |
| ---- | --------- |
| 2004 | 745       |
| 2011 | 746       |

Quelle: 